# Gieorgij Czechow
Gieorgij Wasiliewicz Czechow, ros. Георгий Васильевич Чехов, Georges Tchekoff (ur. 2 grudnia?/14 grudnia 1892 w Suchumi w Rosji, zm. 26 listopada 1961 w Buenos Aires) – rosyjski wojskowy (porucznik), emigracyjny działacz kombatancki, dowódca 3 kompanii, a następnie pełniący obowiązki dowódcy Legionu Walońskiego, dowódca 2 batalionu 69 ochotniczego pułku grenadierów SS, a następnie 70 ochotniczego pułku grenadierów SS 28 Ochotniczej Dywizji Grenadierów Pancernych SS "Wallonien" podczas II wojny światowej.
W 1914 r. ukończył korpus morski. Brał udział w I wojnie światowej. Służył w stopniu podporucznika jako marynarz na jednym z okrętów wojennych Floty Bałtyckiej. Po rewolucji październikowej 1917 r., przedostał się nad Don, gdzie wstąpił do nowo formowanych wojsk białych. Służył w garnizonie portu wojennego Noworosyjska. 22 stycznia 1919 r. przeszedł do Armii Dońskiej do ciężkiej artylerii morskiej. 1 czerwca tego roku awansował na porucznika. Służył na jednym z okrętów wojennych Floty Czarnomorskiej. Był odznaczony Orderem Św. Anny 4 klasy oraz Orderami Św. Stanisława 2, 3 i 4 klasy. Pod koniec 1920 r. wraz z okrętami floty ewakuował się do Bizerty. W ewidencji floty znajdował się do 25 maja 1921 r., kiedy wyjechał do Niemiec. Działał tam w Związku Samopomocy Służących we Flocie Rosyjskiej z siedzibą w Berlinie. W poł. lat 30. zamieszkał w Belgii, otrzymując po kilku latach obywatelstwo belgijskie jako Georges Tchekoff. Po ataku wojsk niemieckich na ZSRR 22 czerwca 1941 r., wstąpił wraz z grupą białych emigrantów rosyjskich do nowo formowanego Legionu Walońskiego. Objął dowództwo w stopniu kapitana 3 kompanii. Od listopada 1941 r. walczył na froncie wschodnim. Od marca 1942 r. pełnił obowiązki dowódcy legionu, a następnie stanął na czele pododdziału zapasowego. Stał się jednym z najbliższych współpracowników Leona Degrelle’a. W czerwcu 1943 r. legion został przeniesiony do Waffen-SS. Kapitan G. Tchekoff otrzymał stopień Waffen-Hauptsturmführera SS. 20 kwietnia 1944 r. awansował na Waffen-Sturmbannführera SS. Od marca 1945 r. dowodził 2 batalionem 69 ochotniczego pułku grenadierów SS 28 Ochotniczej Dywizji Grenadierów Pancernych SS "Wallonien". Wkrótce objął dowodzenie 70 ochotniczego pułku grenadierów SS. Był odznaczony Żelaznym Krzyżem 2 klasy. Podczas walk na Pomorzu 8 marca 1945 r. został ranny. Do końca wojny leczył się w szpitalu. Po jej zakończeniu mieszkał w zachodnich Niemczech. Następnie wyemigrował do Argentyny.